# Pöskavle
Pöskavle (Alopecurus rendlei) är en gräsart som beskrevs av Alexander Eig. Enligt Catalogue of Life ingår Pöskavle i släktet kavlen och familjen gräs, men enligt Dyntaxa är tillhörigheten istället släktet kavlen och familjen gräs. Arten har ej påträffats i Sverige. Inga underarter finns listade i Catalogue of Life.